# How to Make Love to a Woman
 How to Make Love to a Woman è un film del 2010 diretto da Scott Culver.
Pellicola di genere commedia sceneggiata da Dennis Kao, esordiente al pari del regista Culver. Il film, con protagonisti Josh Meyers, Krysten Ritter, Ian Somerhalder e Jenna Jameson, segue Andy (Meyers) e la sua difficoltà di comunicazione per quanto riguarda il sesso.

## Trama
Andy tenta di salvare la sua relazione con Lauren migliorando le sue capacità a letto invece di comunicare i suoi sentimenti.